# 川越市立川越高等学校
川越市立川越高等学校（かわごえしりつ かわごえこうとうがっこう）は、埼玉県川越市旭町二丁目に所在する市立の高等学校。
県立の埼玉県立川越高等学校とは設置者が違い、学校名が似ているが、特別な関係は有していない。略称は「市立（いちりつ）川越」、市内に限れば「市立｣、旧称の川越商業高校から「川商」とも。

## 設置学科
- 普通科
- 国際経済科
- 情報処理科

## 概要
1926年に埼玉県川越商業学校として設立された。旧称は、埼玉県川越商業高等学校（通称「川商」）であり、長らく県西部随一の商業高校として多くの人材を輩出してきたが、2002年に現校名に改称され、全日制の課程に普通科、国際経済科、情報処理科を設置した。
生徒数は、2020年度現在で850名（男子210名・女子640名）で、女子生徒が多い。
全般的に部活動が盛んで、特に女子バレーボール部が県内有数の強豪であるほか、野球部も1989年夏（第71回）に全国大会に出場した。その他の部活動も県大会で上位に入賞するなど活躍している。制服は男子は詰め襟、女子は県内ではやや珍しいセーラー服。女子のセーラー服は胸当てがなく、紺×白3ラインというシンプルなデザインで人気がある。
工業学校時代の1945年8月の広島市への原子爆弾投下のアメリカ政府発表放送を、同校内に置かれた同盟通信川越支局が傍受した。

## 沿革
- 1926年（大正15年） - 埼玉県川越商業学校設立
- 1927年（昭和2年） -  川越市郭町2丁目30番地（川越城二の丸跡。現在は川越市立博物館・川越市立美術館が建つ）に校舎完成、移転
- 1942年（昭和17年） - 埼玉県川越実科高等女学校設立
- 1943年（昭和18年） - 埼玉県川越市立高等女学校と改称
- 1944年（昭和19年） - 埼玉県川越市立工業学校に転換
- 1946年（昭和21年） - 工業学校廃止、商業学校に復元
- 1948年（昭和23年） - 埼玉県川越市立高等学校設立
- 1950年（昭和25年） - 埼玉県川越商業高等学校と改称
- 1960年（昭和35年） - 現在地へ移転
- 2002年（平成14年） - 川越市立川越高等学校と改称、学科再編

※ 川越市立川越高等学校沿革（川越市のウェブページ）より

## 施設

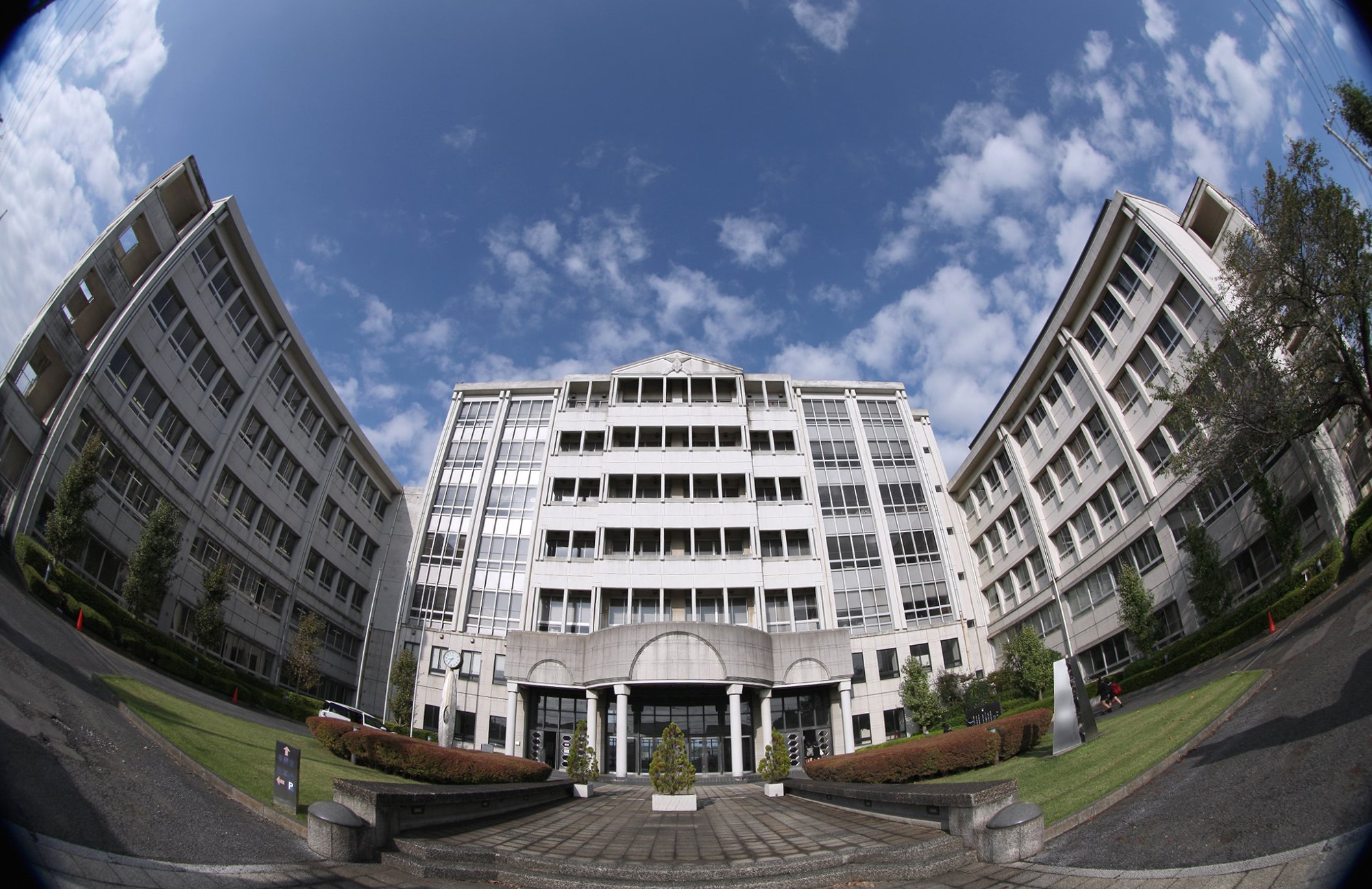

- テニスコートは校内にはなく、学校から徒歩で約5分の「いなげや川越旭町店」隣りに3面ある。

## 部活動
- 野球部

川越商業学校時代の1930年創部。センバツ出場はないものの、1989年夏（第71回）に初出場し、2回戦から登場して、八幡商業高校に6-2で敗れた。2013年の秋季埼玉県大会で準優勝し、33年ぶり3度目の秋季関東高校野球大会に出場したが、1回戦で横浜高校と対戦し、0-5で敗れた。
- 女子バレーボール部

川越商業時代が特に強く、インターハイへ31回、全日本高校選手権へ31回出場している。1984年のインターハイで準優勝、1989年の春の高校バレーでベスト4に輝いている。

## 校歌
作詞：内藤益治、作曲：山取秋夫である。

## アクセス
- 川越駅・本川越駅から徒歩15-20分。または、今福中台行バス7分「市立高校前」下車
- 南大塚駅から川越駅西口行バス4分「市立高校前」下車

## 著名な出身者
- 高畑博（政治家）
- 相原求一朗（洋画家）
- 市村正親（俳優）
- 伊織あい（アイドル）
- 前田美幸（プロレスラー）
- 伊藤愛真（俳優、タレント）[要出典]

### バレーボール
- 小高笑子
- 畠山亜希子
- 田中姿子
- 石川友紀
- 高橋美帆
- 渡邊久惠
- 澤田由佳

### 野球
- 仁村薫
- 小沢誠
- 清水治美
- 岡崎淳二

## 進路状況
元々が商業高校だったこともあり、国際経済科、情報処理科は、大学進学よりも就職や専門学校が卒業生の進路の中心である。
- 普通科…大学68名、短大12名、専門学校21名、就職6名。（平成26年3月卒業生）
- 情報処理科・国際経済科…大学47名、短大7名、専門学校46名、就職48名。（平成26年3月卒業生）